# Barrie Kosky
Barrie Kosky (* 18. Februar 1967 in Melbourne) ist ein deutsch-australischer Opern- und Theaterregisseur. Er lebt und arbeitet in Berlin. Von der Spielzeit 2012/13 bis zur Spielzeit 2021/22 war er Intendant und Chefregisseur der Komischen Oper Berlin. Unter seiner Leitung wurde das Haus mehrfach ausgezeichnet, unter anderem als Opernhaus des Jahres und mit dem International Opera Award. Zum Sommer 2022 hat er seine leitende Tätigkeit an der Komischen Oper beendet, ist dort jedoch weiter als Gastregisseur tätig.

## Leben
Kosky, Enkel jüdisch-russischer, jüdisch-polnischer und jüdisch-ungarischer Einwanderer, ging auf die Melbourne Grammar School, wo er 1981 in Brechts Der aufhaltsame Aufstieg des Arturo Ui auf der Bühne stand und später sein erstes Theaterstück inszenierte. Nach einer Ausbildung in Klavier und Musikgeschichte an der Universität Melbourne wandte er sich der Regie zu, stand aber in vielen seiner Produktionen auch immer wieder selbst auf der Bühne oder begleitete am Klavier, wie zum Beispiel in seiner Produktion von Monteverdis Poppea. Kosky ist offen homosexuell. Im Jahre 2017 nahm er die deutsche Staatsangehörigkeit an.

## Werk

### Frühe Jahre in Australien
Zu seinen Inszenierungen in Australien gehören unter anderem Senecas Ödipus und Eugene O’Neills Mourning Becomes Electra bei der Sydney Theatre Company, Shakespeares King Lear bei der Bell Shakespeare Company, The Golem von Larry Sitsky, Verdis Nabucco, Wagners Der fliegende Holländer und Alban Bergs Wozzeck am Sydney Opera House, Oedipus Rex an der Queensland Opera, Goethes Faust I und II bei der Melbourne Theatre Company; die moderne Oper Oresteia von Liza Lim, Mozarts Le nozze di Figaro und Rossinis Il barbiere di Siviglia an der Victoria State Opera, The Knot Garden von Michael Tippett und The Burlesque Tour mit dem Sänger und Entertainer Paul Capsis beim Melbourne Spoleto Festival.
Von 1990 bis 1997 war Barrie Kosky künstlerischer Leiter der Gilgul Theatre Company. Dort inszenierte er Der Dybbuk, Es brennt ... Levad, The Wilderness Room und Der operirte Jud’ – alles Werke, mit denen Kosky sich Fragen jüdischer Kultur und jüdischer Identität zuwandte.
1996 übernahm er die künstlerische Leitung des Adelaide Festivals.

### Wiener Schauspielhaus und freie Inszenierungen ab 2001
Von 2001 bis 2005 war er Codirektor des Wiener Schauspielhauses. Dort führte er Regie bei Euripides’ Medea, Boulevard Delirium – einem Abend mit dem Sänger und Entertainer Paul Capsis, der sich Gesangsdiven von Judy Garland bis Janis Joplin widmete. Bei Shakespeares Macbeth, Das verräterische Herz nach E. A. Poe sowie bei der Jewtopia-Trilogie (Dafke!!, Der verlorene Atem und Das Schloss) setzte er sich abermals mit jüdischer Identität und jüdischen Künstlern von Kafka über Schumann bis zu Houdini und Sarah Bernhardt auseinander. Weiters zeigte er mit Poppea – bei der er die Musik Monteverdis mit Songs von Cole Porter kombinierte – und Offenbachs Hoffmanns Erzählungen zwei Inszenierungen, in denen er Oper und Schauspiel verband.
Nach seinem Engagement am Schauspielhaus entwickelte Kosky sich zu einem gefragten Opernregisseur im deutschsprachigen Raum. Für die Berliner Staatsoper inszenierte er Monteverdis L’Orfeo und an der Komischen Oper Berlin einen vielbeachteten Le Grand Macabre von György Ligeti, dem Inszenierungen von Figaros Hochzeit und Glucks Iphigenie auf Tauris folgten. An der Wiener Staatsoper hatte 2005 seine Inszenierung des Lohengrin Premiere. 2006 inszenierte er zusammen mit Tom Wright den achtstündigen Abend The Lost Echo – basierend auf Ovids Metamorphosen und Euripides’ Die Bakchen – für die Sydney Theatre Company. Im selben Jahr inszenierte er am Aalto-Theater in Essen Wagners Der fliegende Holländer und sorgte damit für einen Eklat; dem folgte im Dezember desselben Jahres Tristan und Isolde (nominiert für den Faust-Preis) sowie Aufstieg und Fall der Stadt Mahagonny von Brecht/Weill. An der Komischen Oper Berlin inszenierte er für die Spielzeit 2008/9 Kiss Me, Kate, welches von der TheaterGemeinde Berlin zur „Aufführung des Jahres“ gekürt wurde. Am selben Haus folgten Rigoletto (Spielzeit 2009/10), Rusalka (Spielzeit 2010/11) und Die sieben Todsünden (2012), wie auch schon bei Kiss Me, Kate mit Dagmar Manzel in der Hauptrolle.
Des Weiteren inszenierte er Brittens Ein Sommernachtstraum am Theater Bremen sowie Peter Grimes und Leoš Janáčeks Aus einem Totenhaus für die Staatsoper Hannover und Vivaldis Orlando furioso für das Theater Basel.
Im Herbst 2008 gab Barrie Kosky mit Strindbergs Ein Traumspiel sein viel beachtetes Debüt am Deutschen Theater Berlin. Die englische Version des Solos Das verräterische Herz (Tell-Tale Heart) zeigte er beim Edinburgh International Festival und beim Sydney International Festival.
2009 begann er seinen Ring-Zyklus in Hannover, den er im Juni 2011 abschloss. 2010 inszenierte er Strauss’ Die schweigsame Frau an der Bayerischen Staatsoper. Außerdem führte er im Dezember des gleichen Jahres Regie bei einem Doppelabend mit Dido und Aeneas von Henry Purcell und Herzog Blaubarts Burg von Béla Bartók an der Oper Frankfurt.
Im Jahr 2010 inszenierte er Der Kaufmann von Venedig am Schauspiel Frankfurt und Rameaus Castor et Pollux an der English National Opera London. Die Koproduktion mit der Komischen Oper Berlin, die ab Mai 2014 auch in Berlin zu sehen war, erhielt 2011 den Laurence Olivier Award als beste neue Opernproduktion.

### Intendanz Komische Oper Berlin 2012–2022
Mit Beginn der Spielzeit 2012/13 übernahm Barrie Kosky als Nachfolger von Andreas Homoki die Leitung der Komischen Oper Berlin als Intendant und Chefregisseur. Bereits seine Eröffnungsinszenierung aller drei vollständig erhaltenen Opern Claudio Monteverdis – Orpheus, Odysseus und Poppea –, die dreimal an jeweils einem einzigen Tag als Monteverdi-Trilogie zu erleben waren, erntete große Resonanz bei Publikum und Presse. Gemeinsam mit Suzanne Andrade und Paul Barritt, den künstlerischen Köpfen der britischen Theatergruppe »1927«, überraschte er in der Neuinszenierung von Mozarts Zauberflöte mit einer neuartigen Verbindung von live agierenden Sängern und filmischer Animation. Im Juni 2013 folgte die Neuinszenierung von Paul Abrahams 1932 uraufgeführter Jazz-Operette Ball im Savoy mit Dagmar Manzel, Katharine Mehrling und Helmut Baumann in den Hauptrollen. Schon 2014 wurde sein Vertrag bis 2022 verlängert.
Im Oktober 2013 wurde die Komische Oper Berlin mit ihrem Programm der ersten Spielzeit unter Barrie Kosky von der Fachzeitschrift Opernwelt zum „Opernhaus des Jahres“ gewählt.
Koskys Inszenierung von Glucks Armide hatte im Oktober 2013 am Opernhaus in Amsterdam Premiere.
Im Mai 2012 wurde Kosky als neues Mitglied in die Akademie der Künste Berlin berufen, deren Wahl er annahm. Eine aktive Mitgliedschaft setzt voraus, dass Künstler aktiv an den Aufgaben der Akademie mitwirken, sodass er zukünftig weitere Präsenz in der Akademie zeigen wird.
Weltweite Beachtung fand seine Inszenierung von Schönbergs Moses und Aron im Jahre 2015.
2014 konnte Katharina Wagner Kosky für die Inszenierung von Richard Wagners Meistersinger von Nürnberg bei den Bayreuther Festspielen 2017 gewinnen. In Bayreuth hatten zwar bereits zahlreiche jüdische Künstler gewirkt, aber Kosky, der für seine Auseinandersetzungen mit Judentum und mit Wagners Antisemitismus bekannt war, wurde der erste jüdische Regisseur. Er verstand die Figur des Beckmesser aus den Meistersingern als Verkörperung der Angst vor den assimilierten Juden: »Es war die Angst davor, dass im deutschen Gewand versteckt eine Giftbombe lauert, die das Deutsche vernichten will: Die Juden sehen aus wie wir, sie reden wie wir, aber im Innersten sind sie nicht wie wir, sondern sie wollen unsere Kultur vergiften.« Die Stadt Nürnberg verstand er als deutsche Utopie, ihr wahres Gesicht die Nürnberger Gesetze oder (je nach Interpretation) die Nürnberger Prozesse.
Im September 2018 trat er beim Schlussapplaus der Premiere der Oper Die Gezeichneten von Franz Schreker am Opernhaus Zürich mit Stalin-T-Shirt auf die Bühne. Jan Brachmann stellte dazu in der FAZ fest: „Seine Empathie mit den Opfern von Gewaltregimes ist sichtbar selektiv.“
Im Jahr 2020 wirkte Kosky in Rosa von Praunheims Film Operndiven, Operntunten mit, der erstmals auf Arte ausgestrahlt wurde.
Zum 200. Geburtstag von Jacques Offenbach inszenierte Barrie Kosky die Operette Orphée aux enfers für die Salzburger Festspiele, eine Koproduktion mit der Komischen Oper Berlin und der Deutschen Oper am Rhein. Die Inszenierung hatte in der Spielzeit 2021/2022 später als geplant erst in Berlin und im Jahr 2022 in Düsseldorf Premiere.
Zum Ende der Spielzeit 2021/2022 übergab Kosky die Intendanz der Komischen Oper in die Hände seiner bisherigen Geschäftsführenden Direktorin Susanne Moser und des Operndirektors Philip Bröking, bleibt dem Haus jedoch als Regisseur erhalten. So entstanden etwa die Inszenierungen La Cage aux Folles (2023) und Echnaton (2025).

## Auszeichnungen
Preisträger
- 2008: TheaterGemeinde Berlin: „Aufführung des Jahres“ für Kiss Me, Kate (Komische Oper Berlin)
- 2009: Faustpreis: „Beste Regie Musiktheater“ für Aus einem Totenhaus (Staatsoper Hannover)
- 2011: Laurence Olivier Award: „Beste neue Opernproduktion“ für Castor und Pollux
- 2012: TheaterGemeinde Berlin: „Aufführung des Jahres“ für Ball im Savoy (Komische Oper Berlin)
- 2013: Kritikerumfrage der Opernwelt: „Opernhaus des Jahres“, Komische Oper Berlin unter Koskys Intendanz (Spielzeit 2012/13)
- 2014: International Opera Award: Regie
- 2015: Berliner Bär (B.Z.-Kulturpreis)
- 2016: Kritikerumfrage der Opernwelt: „Regisseur des Jahres“ (Spielzeit 2015/16)[19]
- 2020: Trophées de la comédie musicale: „Ehrentrophäe“ für Un Violon sur le toit (Französische Version von Anatevka, Opéra national du Rhin)[20]
- 2022: Verdienstorden des Landes Berlin[21]
- 2024: Bundesverdienstkreuz am Bande[22]

Nominiert
- 2002: Nestroy: „Beste Regie“ für Medea (Schauspielhaus Wien)
- 2007: Faustpreis: „Beste Regie Musiktheater“ für Tristan und Isolde (Aalto-Theater Essen)
- 2013: Kritikerumfrage der Opernwelt: „Regisseur des Jahres“ (Spielzeit 2012/13)

## Zitat
„Ich schaue überhaupt kein deutsches Fernsehen. Deutsches Fernsehen ist das schlechteste der Welt – außer Arte.“

„… je mehr Juden, desto besser in Berlin – her damit! Wenn Sie sich Berlin vor dem Krieg ansehen, alle Theater waren im Besitz von Juden, es war wie am Broadway. Man sagt, dass die Hälfte der Orchester voll mit jüdischen Musikern war, alle großen Theaterdirektoren waren Juden.“

## Publikationen (Auswahl)
- On Ecstasy. Melbourne University Publishing, Melbourne 2008, ISBN 978-0-522-85534-0.
  - dt.: On Ecstasy. Aus dem Englischen von Ulrich Lenz. Theater der Zeit, Berlin 2021, ISBN 978-3-95749-342-2.
- »Und Vorhang auf, hallo!« Ein Leben mit Salome, Mariza, Miss Piggy & Co., mit Rainer Simon, Insel Verlag, Berlin 2023, ISBN 978-3-458-64370-8